# رولين شتراوس
رولين شتراوس (بالألمانية: Rolene Strauss)‏ وهي ملكة جمال جنوب أفريقية ولدت في يوم 22 أبريل 1992 في بلدة فولكسروت في جنوب أفريقيا، فازت بمسابقة ملكة جمال جنوب أفريقيا 2014 وملكة جمال العالم لسنة 2014 في لندن.

## روابط خارجية
- رولين شتراوس على موقع IMDb (الإنجليزية)